# Wijken en buurten in Baarle-Nassau
De Nederlandse gemeente Baarle-Nassau is voor statistische doeleinden onderverdeeld in wijken en buurten. De gemeente is verdeeld in de volgende statistische wijken:
- Wijk 00 Baarle - Nassau (CBS-wijkcode:074400)
- Wijk 01 Ulicoten (CBS-wijkcode:074401)
- Wijk 02 (CBS-wijkcode:074402)

Een statistische wijk kan bestaan uit meerdere buurten. Onderstaande tabel geeft de buurtindeling met kentallen volgens het Centraal Bureau voor de Statistiek (2008):
| CBS-buurtcode | Buurtnaam                       | Inwonertal | Opp. totaal (ha) | Opp. land (ha) | Ligging                |
| ------------- | ------------------------------- | ---------- | ---------------- | -------------- | ---------------------- |
| BU07440000    | Baarle-Nassau                   | 2500       | 130              | 130            | Locatie in de gemeente |
| BU07440001    | Bungalowpark                    | 60         | 58               | 56             | Locatie in de gemeente |
| BU07440002    | Hoogbraak                       | 890        | 29               | 29             | Locatie in de gemeente |
| BU07440009    | Verspreide huizen Baarle-Nassau | 1970       | 4558             | 4557           | Locatie in de gemeente |
| BU07440100    | Ulicoten                        | 500        | 59               | 59             | Locatie in de gemeente |
| BU07440109    | Verspreide huizen Ulicoten      | 580        | 1991             | 1991           | Locatie in de gemeente |
| BU07440209    | Verspreide huizen Castelre      | 160        | 805              | 805            | Locatie in de gemeente |